# استورد
استورد (به لاتین: Stord) یک شهرداری در نروژ است که در هوردالاند واقع شده‌است. استورد ۱۴۳٫۷۳ کیلومتر مربع مساحت و ۱۸٬۷۵۹ نفر جمعیت دارد.

## خواهرخوانده
شهر شهر هالمستاد خواهرخواندهٔ استورد هست.